# Андреу (футболист)
Андреу Герао Майораль (исп. Andreu Guerao Mayoral; род. 17 июня 1983 года в Барселоне) — испанский футболист, полузащитник.

## Карьера
Андреу прошёл через все молодёжные команды «Барселоны». За «Барселону B» он дебютировал в 2003 году и играл в её составе до сезона 2004/05, всего проведя двенадцать встреч. Затем игрок перешёл во вторую команду «Малаги». Его команда вылетела, но полузащитник провёл отличный сезон и ушёл в хихонский «Спортинг». Первый сезон в этом клубе он провёл неплохо, сыграв 29 матчей и забив один мяч. Но уже в следующем сезоне игрок угодил в запас и редко появлялся на поле. Так продолжалось до 2010 года, когда Андреу расторг контракт со своим клубом и перешёл в «Полонию». Здесь дела у игрока пошли в гору, но клуб не стал продлевать контракт с ним. После истечения контракта Андреу перешёл в новозеландский «Окленд Сити», за который провёл всего три встречи. Зимой 2012 года игрок подписал контракт с тбилисским «Динамо». Играл он там недолго, вернулся в Польшу, а затем и на родину, перейдя в клуб «Расинг».

## Личная жизнь
Старший брат игрока, Антонио — тоже футболист. За свою карьеру он сменил множество клубов и сейчас играет в «Сантбое».